# Весенние перевёртыши (фильм)
«Весенние перевёртыши» — фильм режиссёра Григория Аронова по повести Владимира Тендрякова.

## Сюжет
Тринадцатилетний Дюшка Тягунов живёт с родителями в Куделино, посёлке при леспромхозе. Семья благополучна и уважаема, отец — энергичный руководитель-производственник, мать — врач местной больницы. Дюшка неплохо учится, у него много друзей. Но приходит весна, и он внезапно замечает сходство соседской девочки Римки с портретом жены Пушкина Натальи Гончаровой…
Первая влюблённость преображает мир в глазах Дюшки и побуждает его к неожиданным прежде поступкам. Он берёт под защиту слабого мальчика Миньку, старается помочь его отцу Никите Богатову — презираемому в посёлке неудачнику, но доброму человеку с возвышенными стремлениями. Подростковая ссора Дюшки с хулиганом-садистом Санькой Ерахой перерастает в непримиримую схватку добра и зла. Взрослые не обращают внимания на конфликт, который движется к жестокой развязке.

## В ролях
- Роман Мадянов — Дюшка (Фёдор) Тягунов
- Ольга Тюркина — Римка Братенёва
- Дима Зарубин — Минька Богатов
- Владимир Юрьев — Санька Ераха
- Николай Пеньков — Фёдор Андреевич, отец Дюшки
- Лариса Малеванная — Вера, мать Дюшки
- Лев Дуров — Никита Богатов, отец Миньки
- Николай Гринько — Василий Васильевич Васильев («Вася в кубе»), учитель математики
- Виктор Краславский — Лёвка Гайзер, старшеклассник
- Павел Батов — Колька Лысков, «шестёрка» Саньки
- Леонид Лейкин — одноклассник
- Людмила Сапожникова — Люся, мать Миньки, жена Никиты Богатова
- Людмила Старицына — учительница
- Зоя Соколова — директор школы

## Призы
- VIII Всесоюзный кинофестиваль (1975) — Премия за лучший сценарий писателю Владимиру Тендрякову